# Iranska förstaligan i volleyboll för damer
Iranska förstaligan i volleyboll för damer (farsi: لیگ برتر والیبال زنان ایران) är en professionell volleybollserie för damer i Iran. Ligan grundades 1975 som Shahbanu Cup, men efter iranska revolutionen döptes den om till förstaligan. Det iranska seriesystemet genomgick en omfattande förändring 2001 och sedan dess har ligan spelats i sin nuvarande form. Zob Ahan Isfahan är mest framgångsrika lag med sex vunna titlar.

## Resultat

### Per säsong

#### Som Shahbanu Cup
| Säsong | Mästare    | Tvåa           | Trea       |
| ------ | ---------- | -------------- | ---------- |
| 1975   | Homa VB    | PAS Tehran CSC | Taj Tehran |
| 1976   | Taj Tehran | PAS Tehran CSC | Oghab      |
| 1977   |            |                |            |

#### Som första division
| Säsong | Mästare       | Tvåa             | Trea          |
| ------ | ------------- | ---------------- | ------------- |
| 1992   | Homa VB       | PAS Tehran CSC   |               |
| 1993   |               |                  |               |
| 1994   |               |                  |               |
| 1995   | Homa Tehran   |                  |               |
| 1996   | Kashi Isfahan | Estandard Tehran | Persepolis VC |
| 1997   |               |                  |               |
| 1998   |               |                  |               |
| 1999   |               |                  |               |
| 2000   | Homa Tehran   | Sadra Shiraz     | Hejabe Tehran |

#### Som Premier League
| Säsong  | Mästare                           | Tvåa                              | Trea                                      |
| ------- | --------------------------------- | --------------------------------- | ----------------------------------------- |
| 2001    | Homa VB                           | PAS Tehran CSC                    |                                           |
| 2002    | Azad universitet                  |                                   |                                           |
| 2002–03 | Homa VB                           | Zob Ahan Isfahan                  | Azad universitet                          |
| 2003–04 | Homa VB                           |                                   |                                           |
| 2005–06 | Zob Ahan Isfahan                  | Homa VB                           | Naft Teheran VB                           |
| 2006–07 | Zob Ahan Isfahan                  | Homa VB                           | Bargh Teheran VB                          |
| 2007–08 | Zob Ahan Isfahan                  | BV Saipa Teheran                  | Azad universitet                          |
| 2008–09 | Zob Ahan Isfahan                  | BV Saipa Teheran                  | Azad universitet                          |
| 2009–10 | Zob Ahan Isfahan                  | Persepolis VB                     | Amol Hijab                                |
| 2010–11 | Persepolis                        | Zob Ahan Isfahan                  | Gas Tehran VB                             |
| 2011–12 | Giti Pasand Isfahan SVB           | Gas Tehran VB                     | Zob Ahan Isfahan                          |
| 2012–13 | Giti Pasand Isfahan SVB           | Zob Ahan Isfahan                  | Gas Tehran VB                             |
| 2013–14 | Gas Tehran VB                     | Zob Ahan Isfahan                  | Azad universitet                          |
| 2014–15 | Azad universitet                  | Zob Ahan Isfahan                  | Gas Tehran VB                             |
| 2015–16 | Gas Tehran VB                     | Azad universitet                  | Zob Ahan Isfahan                          |
| 2016–17 | Sarmayeh Bank Tehran VB           | Zob Ahan Isfahan                  | Azad University                           |
| 2017–18 | BV Paykan                         | Zob Ahan Isfahan                  | Bahnemir Mazandaran                       |
| 2018–19 | Zob Ahan Isfahan                  | BV Paykan                         | Namino Isfahan VB                         |
| 2019–20 | Inställd p.g.a. COVID-19-pandemin | Inställd p.g.a. COVID-19-pandemin | Inställd p.g.a. COVID-19-pandemin         |
| 2020–21 | BV Saipa Teheran                  | Zob Ahan Isfahan                  | BV Paykan                                 |
| 2021–22 | Barij Essence CSC                 | BV Saipa Teheran                  | Zob Ahan Isfahan                          |
| 2022–23 | BV Paykan                         | Serik Gonbad                      | BV Saipa Teheran Zob Ahan Isfahan         |
| 2023–24 | BV Saipa Teheran                  | Mehrsan Tehran VC                 | Foolad Mobarakeh Sepahan Zob Ahan Isfahan |

### Per klubb
| Lag                     | Mästare | Tvåa | År, mästare                                          | År, tvåa                                                               |
| ----------------------- | ------- | ---- | ---------------------------------------------------- | ---------------------------------------------------------------------- |
| Zob Ahan Isfahan        | 6       | 8    | 2005–06, 2006–07, 2007–08, 2008–09, 2009–10, 2018–19 | 2002–03, 2010–11, 2012–13, 2013–14, 2014–15, 2016–17, 2017–18, 2020–21 |
| Homa VB                 | 3       | 2    | 2001, 2002–03, 2003–04                               | 2005–06, 2006–07                                                       |
| Azad universitet        | 2       | 1    | 2002, 2014–15                                        | 2015–16                                                                |
| Gas Tehran VB           | 2       | 1    | 2013–14, 2015–16                                     | 2011–12                                                                |
| BV Paykan               | 2       | 1    | 2017–18, 2022–23                                     | 2018–19                                                                |
| BV Saipa Teheran        | 2       | 1    | 2020–21, 2023–24                                     | 2021–22                                                                |
| Giti Pasand Isfahan SVB | 2       | 0    | 2011–12, 2012–13                                     | —                                                                      |
| Persepolis VB           | 1       | 1    | 2010–11                                              | 2009–10                                                                |
| Barij Essence CSC       | 1       | 0    | 2021–22                                              | —                                                                      |
| PAS Tehran CSC          | 0       | 1    | —                                                    | 2001                                                                   |
| Serik Gonbad            | 0       | 1    | —                                                    | 2022–23                                                                |
| Mehrsan Tehran VC       | 0       | 1    | —                                                    | 2023–24                                                                |